# Ko Arima
Ko Arima (有馬 洪, Arima Ko, né le 22 août 1917) est un footballeur japonais.